# Grande synagogue de Pilsen
La Grande Synagogue (en tchèque : Velká Synagoga) de Pilsen (Plzeñ) en République tchèque, est par sa taille la seconde synagogue d'Europe.
L'architecte viennois Fleischer (ou selon d'autres sources, le jeune architecte viennois Jakob Gartner), a dessiné les plans originaux de la synagogue en style gothique avec des contreforts en granit et deux tours jumelles de 65 mètres de haut. La première pierre fut posée le 2 décembre 1888 et la construction démarra à peine. Le conseil municipal rejeta le projet sous le prétexte inavoué que l'édification des deux grandes tours risquait de faire du tort à la Cathédrale Saint-Barthélémy voisine.
Emmanuel Klotz réalisa un autre projet, gardant la même projection horizontale et la même pierre commémorative, mais en diminuant les tours de 20 m et en créant cette façade si typique, combinaison des styles romantique et néorenaissance, couverte de décorations orientales et avec une étoile de David géante. Ce projet fut rapidement approuvé, et l'entrepreneur Rudolf Štech entreprit la construction pour la somme négociée de 162138 florins. L'ensemble fut livré en 1893 à la communauté juive de Pilsen qui comptait 2000 fidèles.
Le mélange des styles est très déroutant, des dômes en bulbe typique des églises baroques de Bavière et de Bohême (et aussi plus loin au-dessus des églises orthodoxes russes), au plafond de style mauresque et à l'aspect typiquement hindou de l'arche sainte.
La synagogue a fonctionné sans interruption jusqu'à l'occupation nazie pendant la Seconde Guerre mondiale. La synagogue ne fut pas détruite par les Allemands, car trop enclavée parmi les autres bâtiments. Elle servit comme dépôt de munitions, comme atelier de couture et même comme entrepôt pour stocker les marchandises pillées aux juifs. À la fin de la guerre, les troupes du général Patton essuyérent des tirs de tireurs embusqués réfugiés dans les tours de la synagogue, et celles-ci faillirent être détruites par les artilleurs américains.
Après l'arrêt des hostilités, la communauté juive décimée par la Shoah, reprit possession de la synagogue. Le dernier service régulier eut lieu en 1973, puis la synagogue fut fermée et menaça de tomber en ruine sous le régime communiste.  Sa restauration fut entreprise de 1995 à 1998 et la synagogue put rouvrir le 11 février 1998. Le coût de la restauration fut de 65 millions de couronnes tchèques. Trop grande pour la petite communauté juive restante de seulement une centaine de personnes, le hall central du bâtiment est maintenant utilisé pour des concerts classiques tels que ceux de Joseph Malowany ou de Peter Dvorský, et même pour ceux du chanteur populaire tchèque Karel Gott, tandis que les murs servent pour des expositions temporaires de photographies.

## Galerie

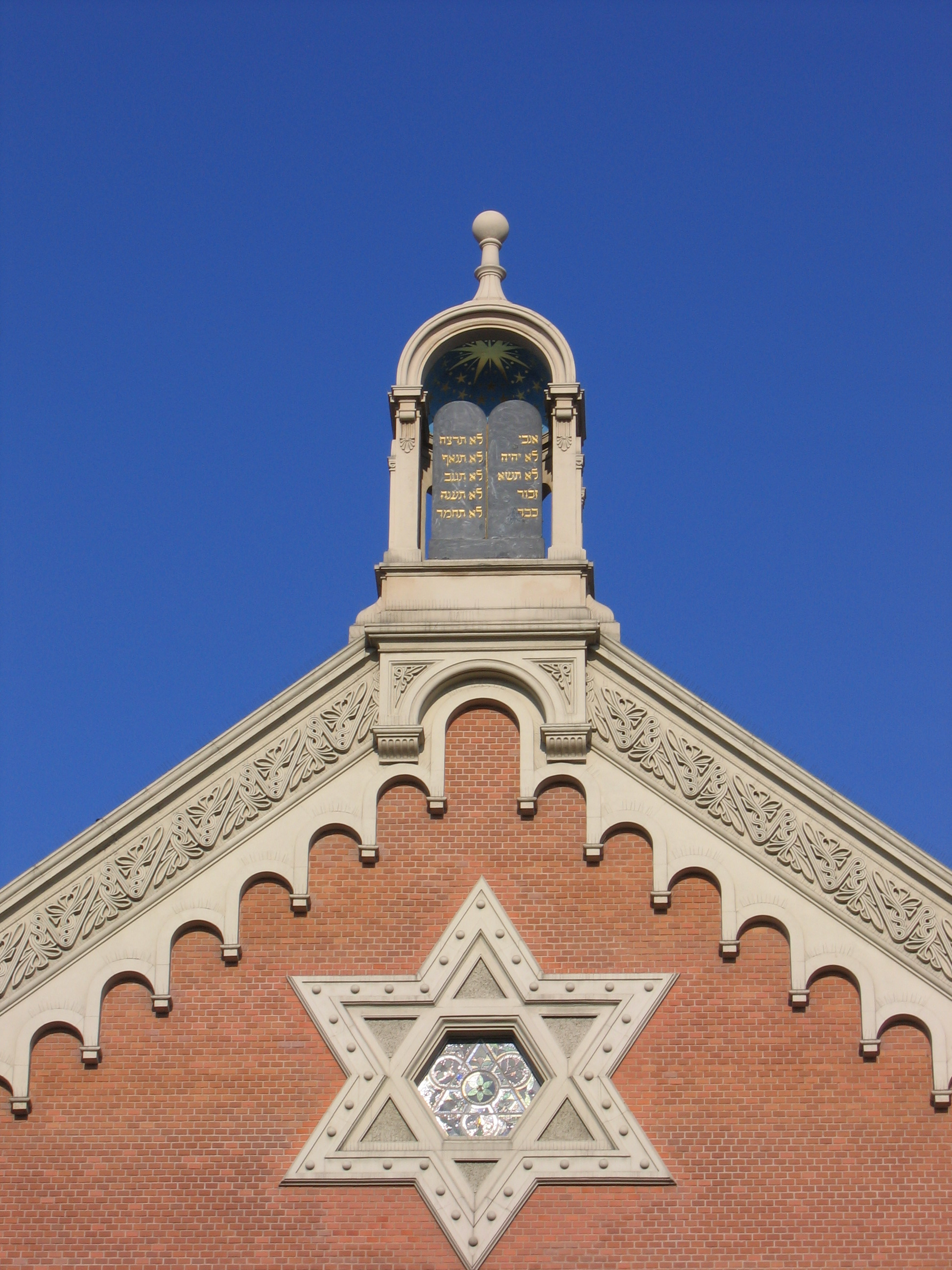
L'étoile de David sur la façade
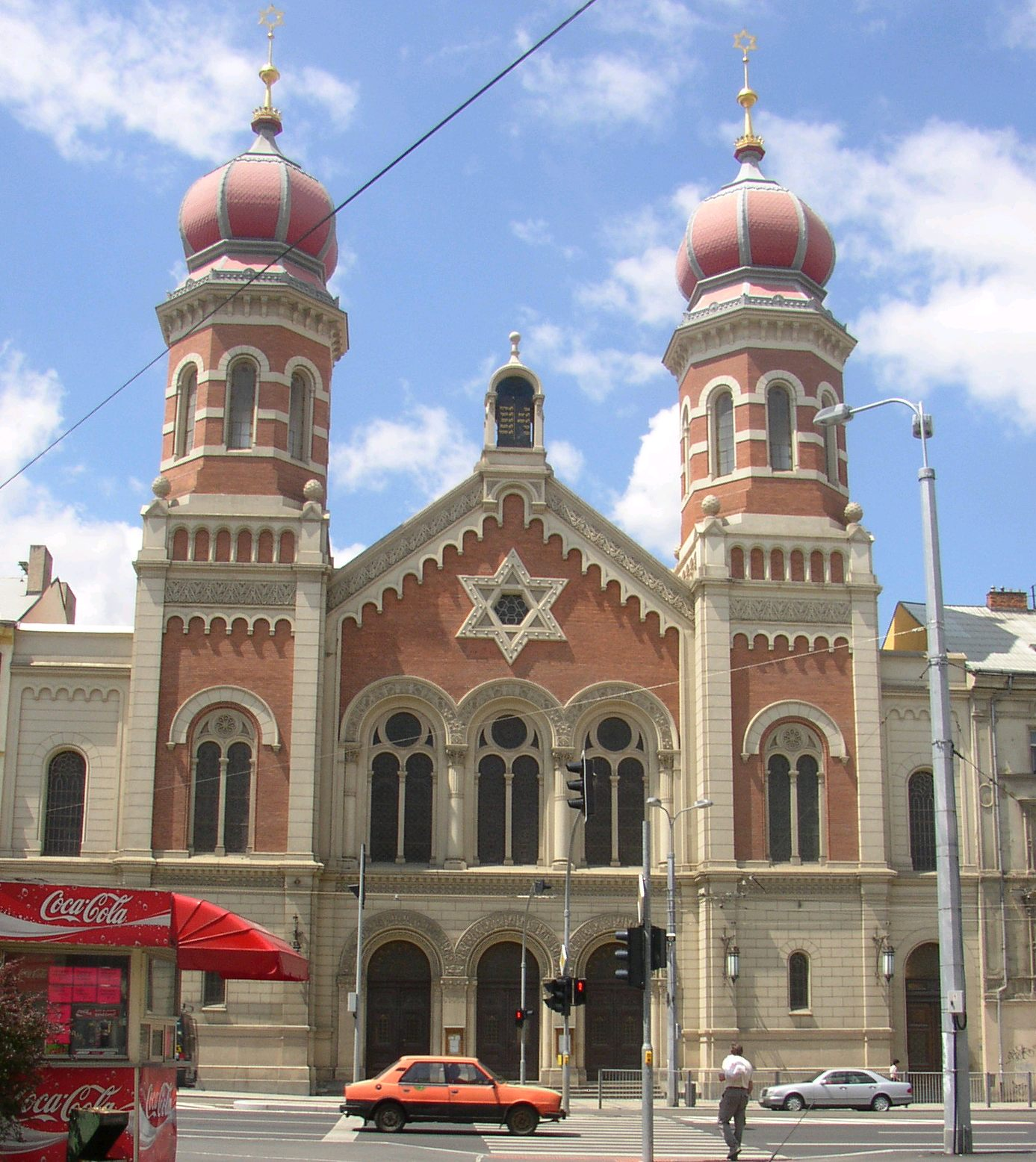
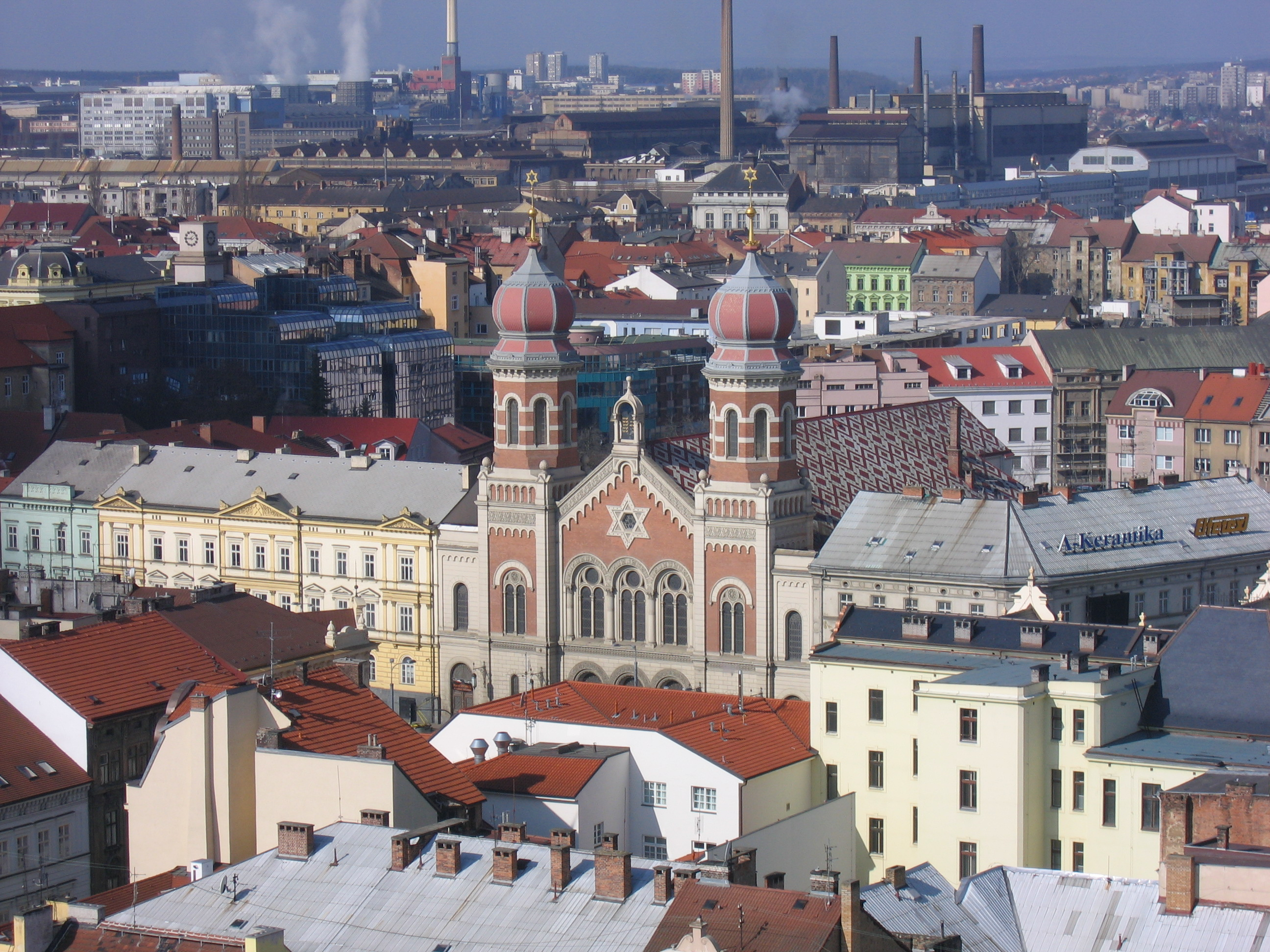
Vue de la Cathédrale St Barthélémy
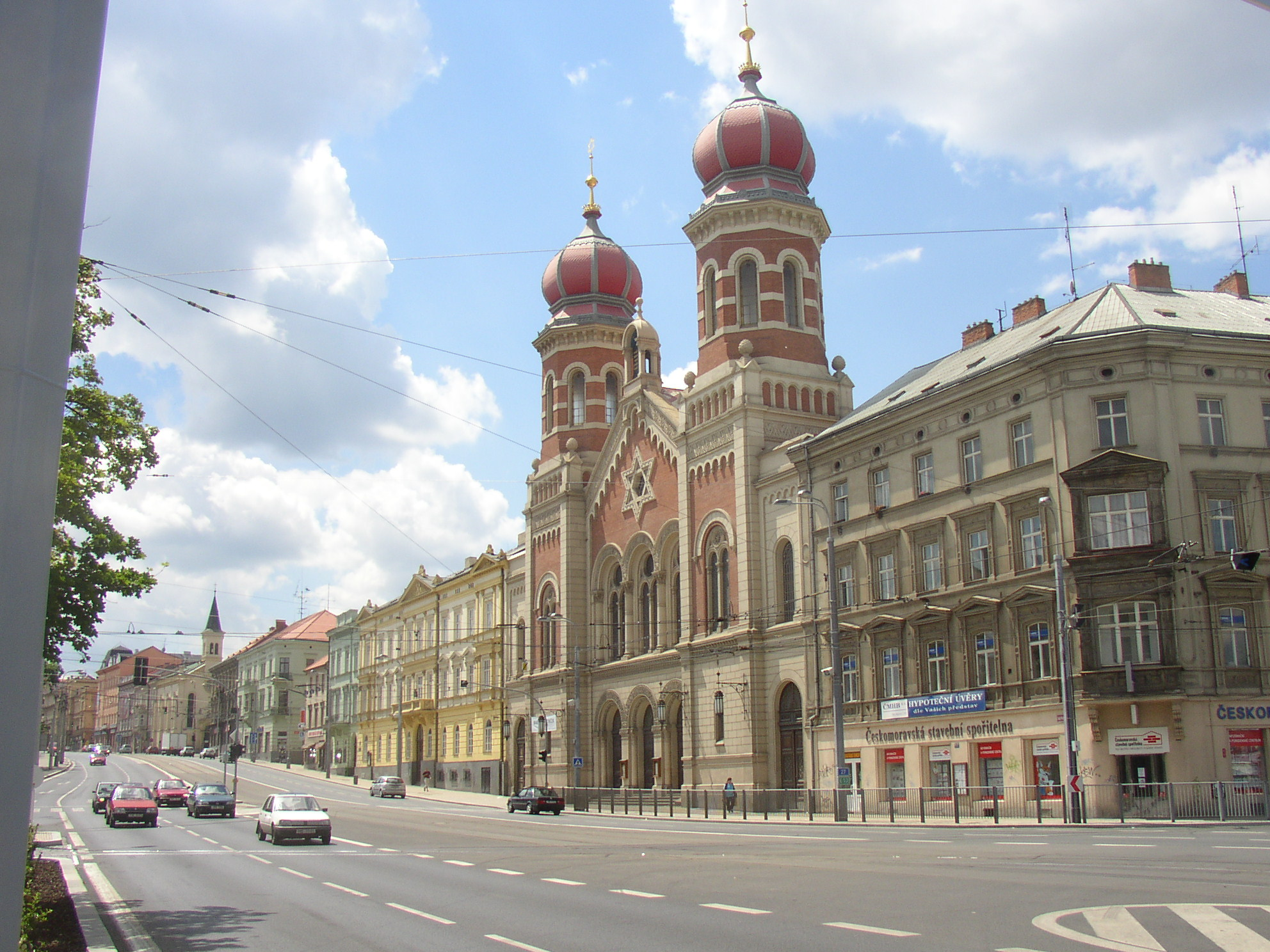
Vue générale
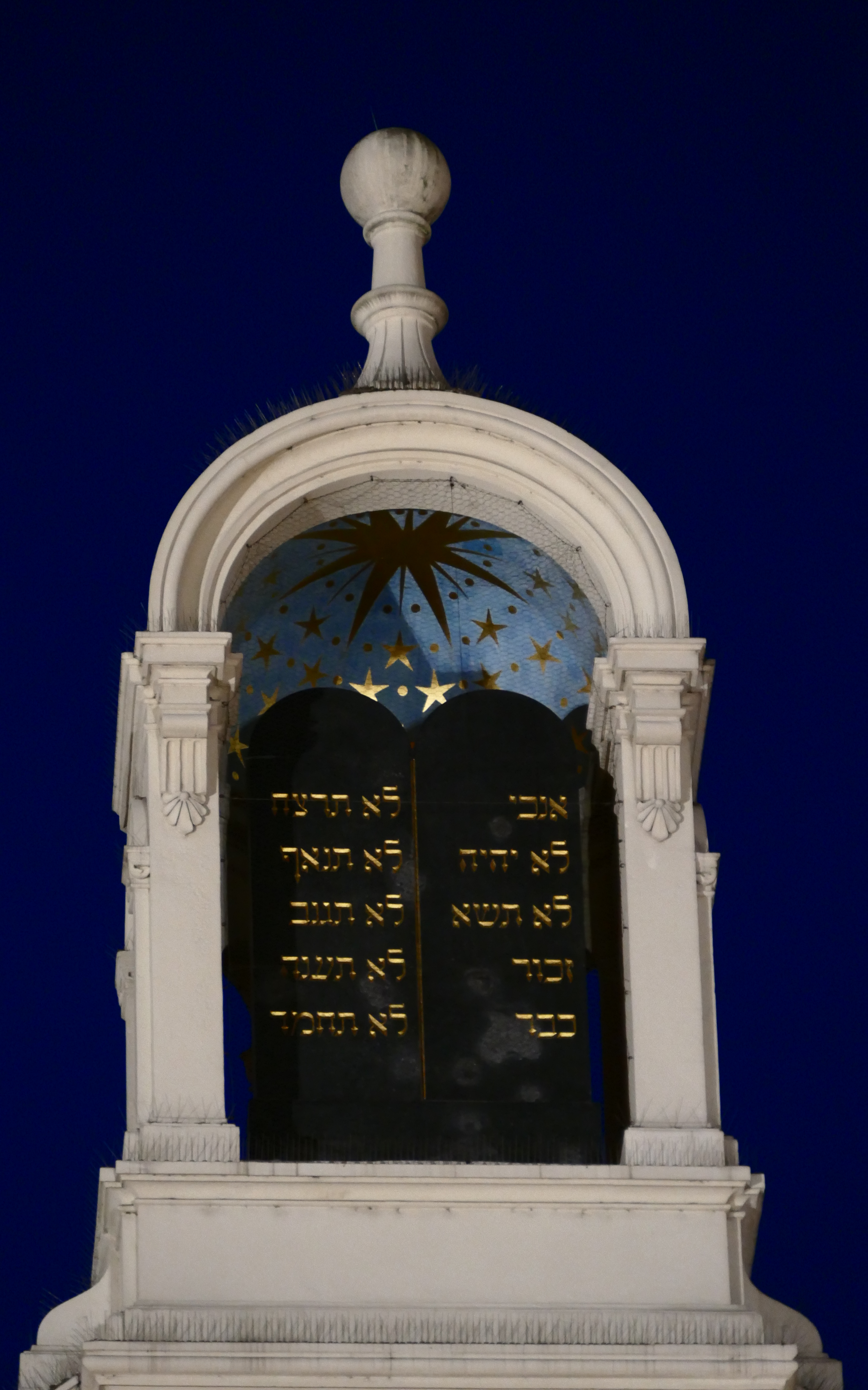
Les Dix Commandements en hébreu sur le toit
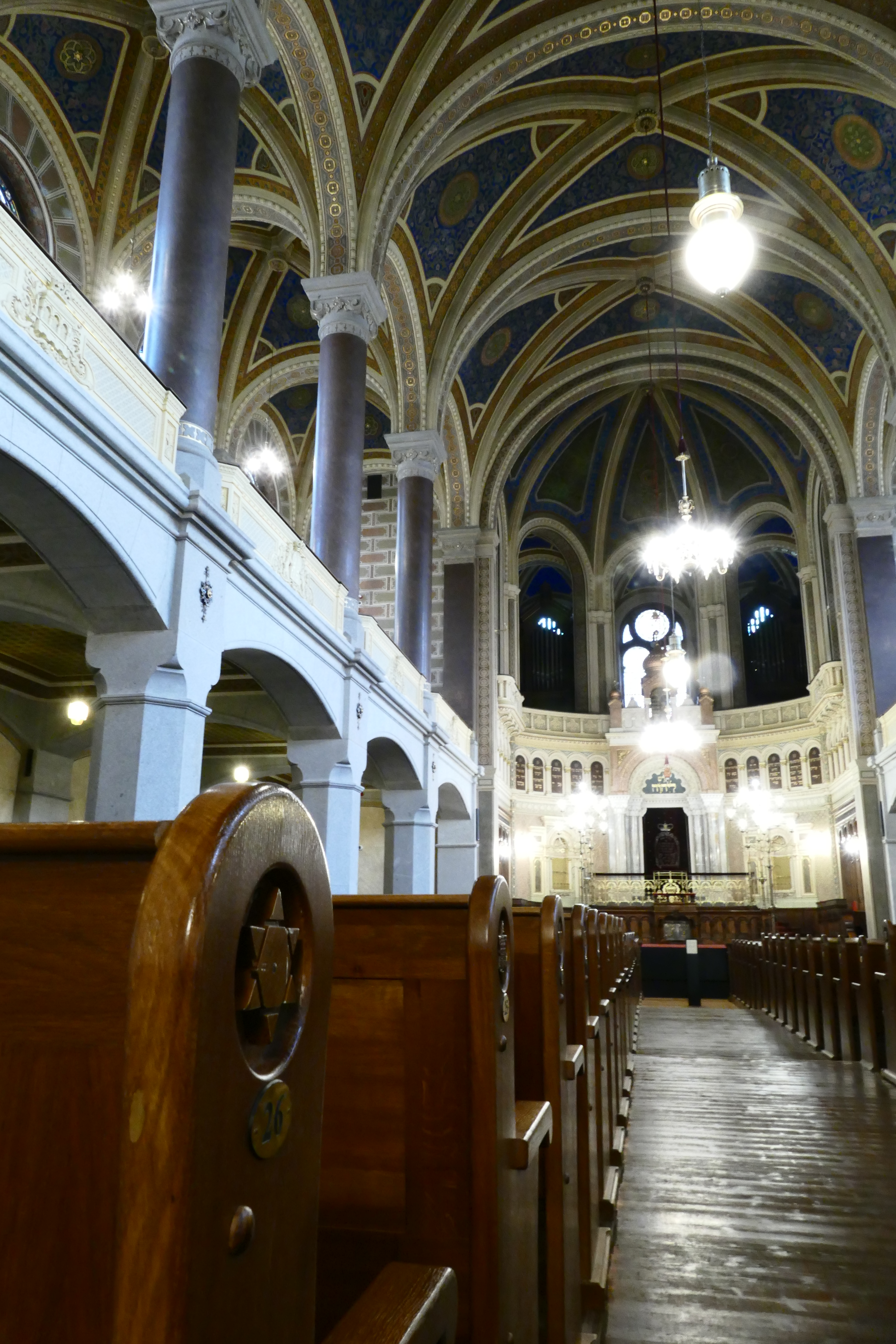
Étoile de David sur un banc en bois
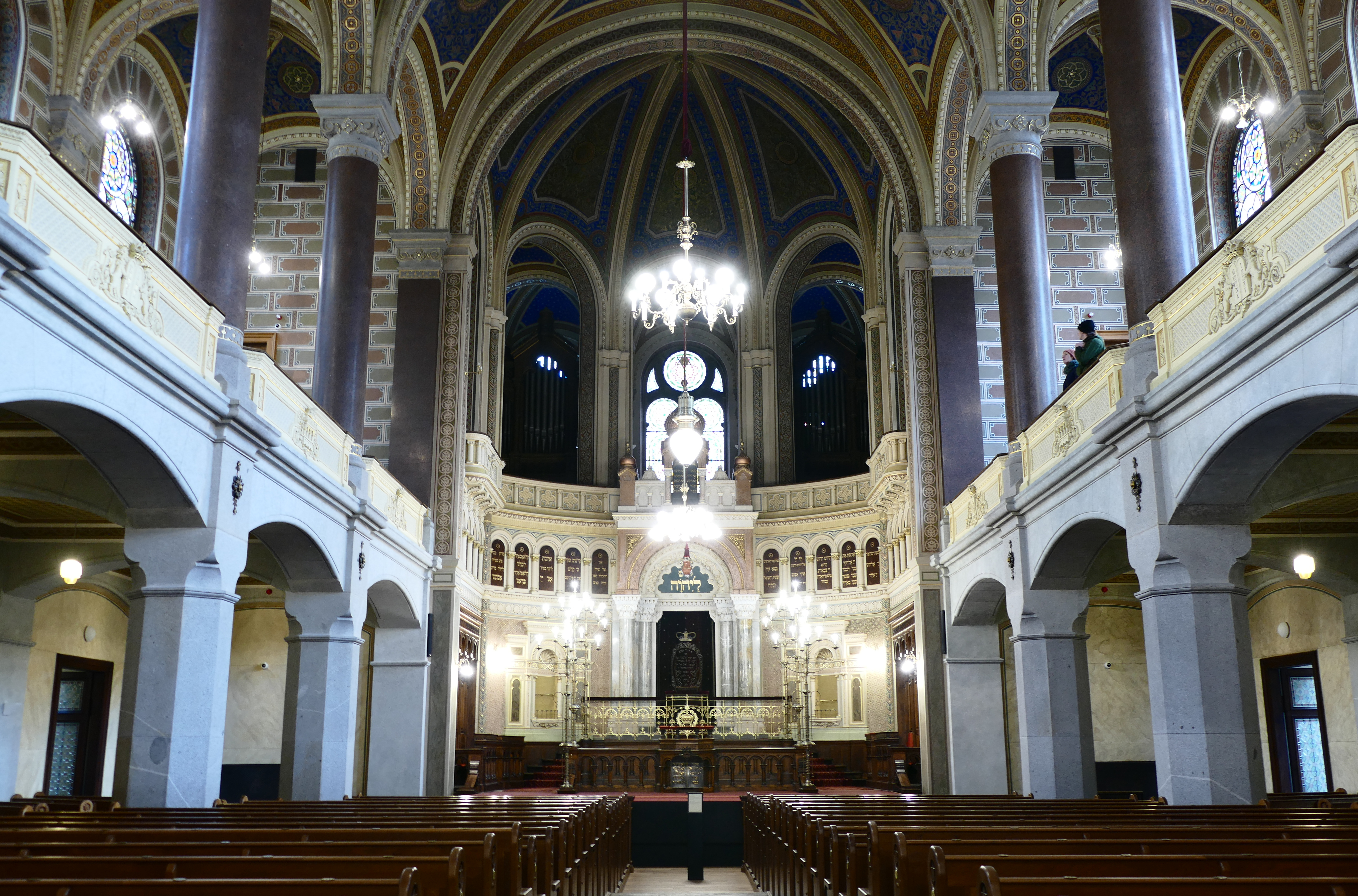
Vue intérieure
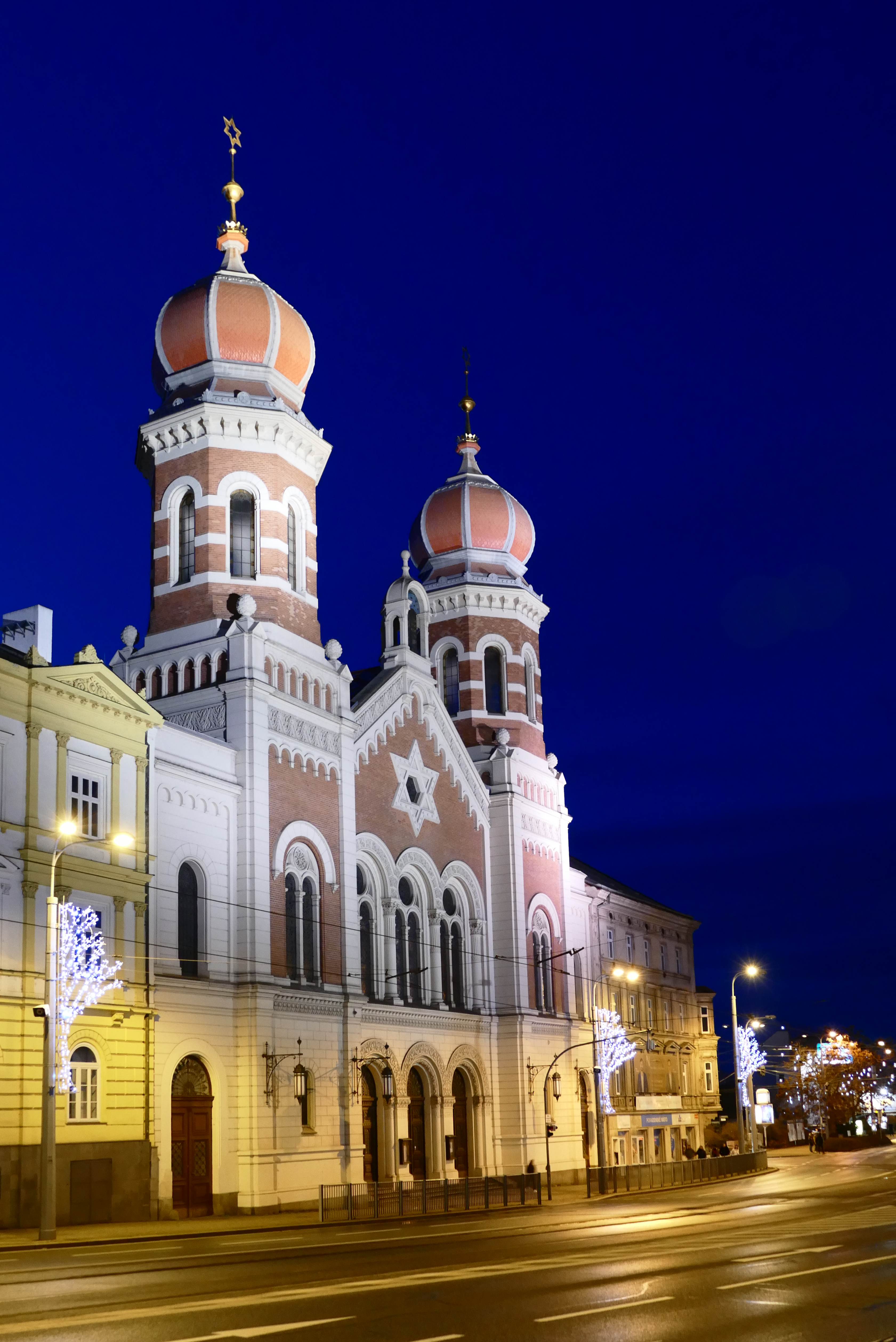
La synagogue de nuit

## Sources
- (en) Cet article est partiellement ou en totalité issu de l’article de Wikipédia en anglais intitulé « Great Synagogue (Plzeň) » (voir la liste des auteurs).
- (en)  Jewish Heritage Report Vol. I, Nos. 3-4 / Winter 1997-98- Pilsen Synagogue